# Čichořice
Čichořice (německy Sicheritz) jsou malá vesnice, část města Chyše v okrese Karlovy Vary v Karlovarském kraji. Nachází se asi 2,5 kilometru jihovýchodně od Chyš. Čichořice jsou také název katastrálního území o rozloze 4,79 km². V katastrálním území Čichořice leží i Číhání, Luby a Poříčí.

## Historie
První písemná zmínka o vesnici pochází z roku 1579.

## Obyvatelstvo
Při sčítání lidu v roce 1921 zde žilo 46 obyvatel (z toho 21 mužů) německé národnosti a římskokatolického vyznání. Podle sčítání lidu z roku 1930 měla vesnice 38 obyvatel se stejnou národnostní a náboženskou strukturou.
|                                                                | 1869 | 1880 | 1890 | 1900 | 1910 | 1921 | 1930 | 1950 | 1961 | 1970 | 1980 | 1991 | 2001 | 2011 | 2021 |
| -------------------------------------------------------------- | ---- | ---- | ---- | ---- | ---- | ---- | ---- | ---- | ---- | ---- | ---- | ---- | ---- | ---- | ---- |
| Obyvatelé                                                      | 51   | 67   | 64   | 48   | 45   | 46   | 38   | 13   | 18   | 19   | 8    | 11   | 5    | 9    | 9    |
| Domy                                                           | 12   | 12   | 12   | 12   | 12   | 12   | 12   | 9    | —    | 5    | 3    | 5    | 5    | 7    | 7    |
| Počet domů z roku 1961 je zahrnut v domech místní části Chyše. |      |      |      |      |      |      |      |      |      |      |      |      |      |      |      |

## Obecní správa
Při sčítání lidu v letech 1869–1950 Čichořice byly samostatnou obcí, se kterým patřily nejprve do okresu Žlutice, ale v roce 1950 v okrese Podbořany. Od roku 1960 jsou částí města Chyše v okrese Karlovy Vary. V letech 1869–1950 k obci patřily Číhání, Luby a Poříčí.

## Pamětihodnosti
- Kaple Jména Panny Marie